# Đảo Montréal
Đảo Montréal (tiếng Pháp: Île de Montréal), nằm ở cực tây nam Québec, Canada, tọa lạc ở nơi hợp lưu giữa các con sông Saint Lawrence và Ottawa. Nó được tách khỏi Île Jésus (Laval) bởi Rivière des Prairies.